# Jac Verheijden
Jac Verheijden (10 september 1941) is een voormalig Nederlands voetballer die tijdens zijn profloopbaan uitsluitend voor VVV uitkwam.
In 1962 werd Verheijden toegevoegd aan de selectie van de uit de Eredivisie gedegradeerde Venlose club. Bij zijn competitiedebuut op 26 augustus 1962 was de linksbuiten direct trefzeker: hij scoorde twee doelpunten in de uitwedstrijd bij Excelsior (0-6). In de daaropvolgende seizoenen slaagde Verheijden er echter niet in om een vaste waarde te worden. In 1965 verliet hij VVV en ging bij amateurclub RFC Roermond spelen.

## Clubstatistieken
| Seizoen         | Club            | Competitie      | Competitie | Competitie | Beker | Beker | Playoff | Playoff | Totaal | Totaal |
| Seizoen         | Club            | Competitie      | Wed.       | Dlp.       | Wed.  | Dlp.  | Wed.    | Dlp.    | Wed.   | Dlp.   |
| --------------- | --------------- | --------------- | ---------- | ---------- | ----- | ----- | ------- | ------- | ------ | ------ |
| 1962/63         | VVV             | Eerste divisie  | 9          | 3          | 0     | 0     | —       | —       | 9      | 3      |
| 1963/64         | VVV             | Eerste divisie  | 6          | 0          | 0     | 0     | —       | —       | 6      | 0      |
| 1964/65         | VVV             | Eerste divisie  | 0          | 0          | 1     | 0     | —       | —       | 1      | 0      |
| Carrière totaal | Carrière totaal | Carrière totaal | 15         | 3          | 1     | 0     | 0       | 0       | 16     | 3      |